# The Sims Medieval
A The Sims Medieval (magyarul The Sims Középkor) egy The Sims 3 grafikus motorján alapuló videójáték, amelyet 2011. március 22-én jelentett be az Electronic Arts. A játék a középkori időkben játszódik, ahol a játékosnak lehetősége van egy királyság létrehozására, és irányítására a küldetésalapú játékrendszer segítségével. 2010. december 21-én az EA bejelentette, hogy a limitált kiadás már előrendelhető, és a sima verzióval egy időben fog megjelenni. A limitált kiadásban három új trónteremfajta és két új királyi ruha volt elérhető azok számára, akik március 21-e előtt rendelték meg azt.
A játéknak magyar honosítása nincs, mivel az Electronic Arts, jelenlegi üzletpolitikája szerint, 20 millió főt el nem érő országokban nem honosít.
Mivel a játékban a középkori jelleg a domináns, így a látványvilág is változott az eddigiekhez képest, hogy minél jobban sikerüljön az autentikus hangulatot visszaadni. Az eddigi Sims játékoktól eltérően itt a játékos egy egész királyság irányítását veszi át, meghatározva annak legfőbb céljait (pl. jólét vagy népszerűség), majd küldetések segítségével megpróbálja azokat elérni. Az egyes küldetésekben hősök (vagy specialisták) vesznek részt, akik össze is foghatnak egy-egy cél elérése érdekében. Bár az egyes épületek belső terei tetszés szerint alakíthatóak, magának az épületnek a szerkezetét és formáját nem lehet megváltoztatni. A legtöbb korábbi Sims játékokkal ellentétben itt van meghatározott kezdete és vége a játéknak, és a játékosok a játék végén pontokat kapnak elért teljesítményükre. A küldetéseket el lehet bukni, ha nem teljesítik azokat az előre megadott időn belül.

## Szereplők
| Magyar szinkronhang | Szereplő             | Évadok         | Évadok         | Évadok         | Évadok         | Évadok         | Évadok         | Évadok         | Évadok         | Évadok         | Évadok         | Évadok         |  |
| Magyar szinkronhang | Szereplő             | 1              | 2              | 3              | 4              | 5              | 6              | 7              | 8              | 9              | 10             | 11             |  |
| ------------------- | -------------------- | -------------- | -------------- | -------------- | -------------- | -------------- | -------------- | -------------- | -------------- | -------------- | -------------- | -------------- |  |
| Frederick Grage     | Daniel Raff          | Főszereplő     |                |                |                |                |                |                |                |                |                |                |  |
| Agnes Lieford       | Sarah John Martínez  | Főszereplő     | Főszereplő     |                |                |                |                |                |                |                |                |                |  |
| Peter Barnes        | George Sandler       | Főszereplő     | Főszereplő     | Főszereplő     |                |                |                |                |                |                |                |                |  |
| Nick Kichel         | Ivan Sefrovic        | Főszereplő     | Főszereplő     | Főszereplő     |                |                |                |                |                |                |                |                |  |
| Sarah Crúz          | Amy Smitcher         | Mellékszereplő | Főszereplő     | Főszereplő     | Főszereplő     |                |                |                |                |                |                |                |  |
| Sam King            | Sam Raff             | Főszereplő     | Főszereplő     | Főszereplő     | Főszereplő     | Főszereplő     |                |                |                |                |                |                |  |
| Carol Reel          | Anna Banklon         | Mellékszereplő | Mellékszereplő | Főszereplő     | Főszereplő     | Vendég         |                |                |                |                |                |                |  |
| Maria Roulen        | Eva Rings            | Főszereplő     | Főszereplő     | Főszereplő     | Főszereplő     | Főszereplő     | Főszereplő     | Főszereplő     |                |                |                |                |  |
| Sebastian Evans     | Adam Foster          | Főszereplő     | Főszereplő     | Főszereplő     | Főszereplő     | Főszereplő     | Főszereplő     | Főszereplő     | Főszereplő     | Főszereplő     | Főszereplő     | Főszereplő     |  |
| Scott Bison         | Tom Bruce King       | Főszereplő     | Főszereplő     | Főszereplő     | Főszereplő     | Főszereplő     | Főszereplő     | Főszereplő     | Főszereplő     | Főszereplő     |                | Főszereplő     |  |
| Don Hartley         | Deacon St. John      |                | Főszereplő     | Főszereplő     | Főszereplő     | Főszereplő     | Főszereplő     | Főszereplő     | Főszereplő     |                |                |                |  |
| Simon Trifft        | Jock Stephenson      | Mellékszereplő | Vendég         |                |                |                |                |                |                | Főszereplő     | Főszereplő     | Főszereplő     |  |
| Owen Shone          | Victor "Menedzser"   |                | Főszereplő     | Főszereplő     | Főszereplő     | Főszereplő     |                |                |                |                |                |                |  |
| Simon Kers          | Trevor Mudlow        |                | Mellékszereplő | Főszereplő     | Főszereplő     | Főszereplő     | Főszereplő     | Főszereplő     | Főszereplő     | Főszereplő     | Főszereplő     | Főszereplő     |  |
| Gary García         | David Antler. Jr.    |                | Mellékszereplő |                |                |                |                |                |                |                |                |                |  |
| Peter Finn          | Finn Copar           |                | Vendég         | Főszereplő     | Főszereplő     | Főszereplő     | Főszereplő     |                |                |                |                |                |  |
| Dolie James         | Rowland Bies         |                |                | Főszereplő     | Főszereplő     |                |                |                |                |                |                |                |  |
| Zeky Niels          | Howard Johnson       |                |                | Főszereplő     | Főszereplő     | Főszereplő     | Főszereplő     | Főszereplő     | Főszereplő     | Főszereplő     |                |                |  |
| Polwer Maxim        | Gregor Joseph        |                |                | Mellékszereplő |                |                |                |                |                |                |                | Vendég         |  |
| Henrick Hermann     | James Lordhard       |                |                | Vendég         | Mellékszereplő | Főszereplő     | Főszereplő     | Főszereplő     | Főszereplő     |                |                |                |  |
| Scott Merlin        | John Tyler           |                |                |                | Főszereplő     | Főszereplő     | Főszereplő     |                |                |                |                |                |  |
| John Mark           | Kristoffer Hunter    |                |                |                | Vendég         | Főszereplő     | Főszereplő     | Főszereplő     |                |                |                |                |  |
| Sarah Wilson        | Nara                 |                |                |                | Mellékszereplő | Mellékszereplő | Mellékszereplő |                |                |                |                |                |  |
| Oliver Hard         | Sebastian            |                |                |                | Főszereplő     | Főszereplő     |                |                |                |                |                |                |  |
| Mark Robson         | Kevin                |                |                |                |                | Főszereplő     |                |                |                |                |                |                |  |
| Kevin Rone          | Professzor           |                |                |                |                | Főszereplő     | Főszereplő     | Főszereplő     | Főszereplő     | Főszereplő     | Főszereplő     | Főszereplő     |  |
| George Adams        | David Naster         |                |                |                |                | Vendég         | Főszereplő     | Főszereplő     | Főszereplő     | Főszereplő     |                |                |  |
| Cries Elons         | Rihena Saero         |                |                |                |                | Mellékszereplő | Főszereplő     | Főszereplő     |                |                |                |                |  |
| Nina Singerrow      | Archer               |                |                |                |                |                | Főszereplő     | Főszereplő     | Főszereplő     | Főszereplő     | Főszereplő     |                |  |
| Gary Gorson         | Gery                 |                |                |                |                |                | Mellékszereplő | Főszereplő     | Főszereplő     | Főszereplő     |                |                |  |
| Dani Moreno         | Marlo                |                |                |                |                |                | Főszereplő     | Főszereplő     | Főszereplő     | Főszereplő     | Főszereplő     | Főszereplő     |  |
| Fredi Jilze         | Tarling Werlo        |                |                |                |                |                |                | Mellékszereplő | Főszereplő     |                |                |                |  |
| Scott Wood          | Wooderlander         |                |                |                |                |                |                | Főszereplő     | Főszereplő     | Főszereplő     |                |                |  |
| Cruzine Marine      | Crúz                 |                |                |                |                |                |                |                | Mellékszereplő |                |                |                |  |
| Andres Forsberg     | Nico Scholz          |                |                |                |                |                |                |                | Főszereplő     | Főszereplő     | Főszereplő     |                |  |
| Nero González       | Rico                 |                |                |                |                |                |                |                | Főszereplő     | Főszereplő     | Főszereplő     | Főszereplő     |  |
| Oliver Ulies        | Benedeict Meanes     |                |                |                |                |                |                |                |                | Főszereplő     | Főszereplő     |                |  |
| James Noels         | Fred                 |                |                |                |                |                |                |                |                |                | Mellékszereplő | Főszereplő     |  |
| Jamie Alders        | Oliver Sinde         |                |                |                |                |                |                |                |                |                | Főszereplő     | Főszereplő     |  |
| Wilson Herold       | G Lease              |                |                |                |                |                |                |                |                |                |                | Mellékszereplő |  |
| Lisa Eltrow         | Liz                  |                |                |                |                |                |                |                |                |                |                | Főszereplő     |  |
| Peter Siloe         | Frinkman Will        |                |                |                |                |                |                |                |                |                | Vendég         | Főszereplő     |  |
| Kitty Shine         | Kitty "Pinkie" Riese |                |                |                |                |                |                |                | Vendég         |                | Főszereplő     | Főszereplő     |  |
| Mones Joel          | Bones hadnagy        |                |                |                |                |                |                |                |                | Mellékszereplő |                | Főszereplő     |  |

## Fordítás
- Ez a szócikk részben vagy egészben  a   The Sims Medieval című angol Wikipédia-szócikk ezen változatának fordításán alapul.  Az eredeti cikk szerkesztőit annak laptörténete sorolja fel. Ez a jelzés csupán a megfogalmazás eredetét és a szerzői jogokat jelzi, nem szolgál a cikkben szereplő információk forrásmegjelöléseként.